# Eucalyptus semota
Eucalyptus semota är en myrtenväxtart som beskrevs av C.J. Macpherson och Grayling. Eucalyptus semota ingår i släktet Eucalyptus och familjen myrtenväxter. Inga underarter finns listade i Catalogue of Life.